# Орищенко Володимир Григорович
Володимир Григорович Орищенко (29 березня 1939 — 23 грудня 2012) — український педагог, кандидат економічних наук, професор, ректор Південноукраїнського державного педагогічного університету імені К. Д. Ушинського.

## Біографічні дані
Володимир Григорович Орищенко народився 29 березня 1939 року в селі Піщаний Брід Кіровоградської області в селянській сім'ї.
В 1959 році закінчив Одеський фінансово-кредитний технікум, а згодом — Одеський інститут народного господарства.
В 1969 році був прийнятий до аспірантури Одеського державного педагогічного інституту імені К. Д. Ушинського
В 1972 році захистив дисертацію «Премія в системі матеріального стимулювання» і здобув науковий ступінь кандидата економічних наук.
В 1974 році присвоєно вчене звання доцента, а у 1991 році — вчене звання професора.
В 1972—1984 роках працював доцентом кафедри політичної економії, деканом підготовчого відділення, проректором з навчальної роботи Одеського державного педагогічного інституту імені К. Д. Ушинського. В 1979—1980 роках був радником міністра освіти Республіки Куба. З липня 1984 року до червня 2003 року обіймав посаду ректора Одеського державного педагогічного інституту, а згодом — Південноукраїнського державного педагогічного університету імені К. Д. Ушинського. В 2003—2012 роках працював професором кафедри політичних наук.
Був обраний академіком Міжнародної слов'янської академії освіти.
Помер 23 грудня 2012 року в м. Одеса. Похований на Новоміському (Таїровському) кладовищі.

## Наукова діяльність
В колі наукових інтересів В. Г. Орищенко були економічні проблеми сучасного суспільства, питання виховання майбутніх освітян, стандартизації і гуманізації вищої педагогічної освіти.

### Деякі праці
- Специфические цели применения методов активного обучения в педагогическом институте// Формирование личности советского учителя. — Измаил, 1984. — С. 161—163.
- Обучение студентов пропаганде здорового образа жизни// Вопросы экологии, здорового образа жизни и профилактики заболеваний. — Одесса, 1995. — С. 45 — 46.
- Об'єктивні передумови становлення й розвитку системи безперервної освіти// Науковий вісник Південноукраїнського державного педагогічного університету ім.. К. Д. Ушинського. — 1998. — № 2 — 3. — С. 35 — 38.
- Підготовка майбутніх учителів до роботи у школах національних спільнот України// Виховання і культура. — 2001. — № 1. — С. 72 — 75.
- Основи стандартизації і гуманізації вищої педагогічної освіти. — К., 2002. — 192 с.

## Нагороди
- Орден «За заслуги» ІІІ ступеня[1].
- Медаль «Ветеран праці».
- Почесне звання «Заслужений працівник освіти України».
- Знак МОН «Відмінник освіти України».
- Нагрудний знак «Петро Могила».